# Ludmilla Dudarova
Ludmilla Dudarova (n. ?, Samsun, Turcia - d. ?) a fost o actriță de film română de origine turcă, cunoscută pentru activitatea sa în Italia.

## Filmografie
- Prințul vulpilor (1949)
- Magie neagră (1949)
- Fabiola (1949)
- Tatăl Dilemmei (1950)
- Il caimano del Piave (1951)
- Evacuare gratuită (1951)
- Cântec de primăvară (1951)
- Locotenent George (1952)
- Papa ti ricordo (1952)
- Nero și incendierea Romei (1953)
- Valiza viselor (1953)
- Ulise (1954)
- Scrisoarea Kremlinului (1970)<ref>https://en.notrecinema.com/communaute/stars/stars.php3?staridx=146637<ref>